# Gumbranch
Gumbranch es una ciudad ubicada en el condado de Liberty en el estado estadounidense de Georgia. En el año 2000 tenía una población de 273 habitantes.

## Geografía
Gumbranch se encuentra ubicada en las coordenadas 31°50′20″N 81°41′4″O / 31.83889, -81.68444 (31.838765, -81.684384).
Según la Oficina del Censo, la localidad tiene un área total de 2,1 km² (0,8 mi²), de la cual 2,1 km² (0,8 mi²) es tierra y 0 km² (0 mi²) (0.00%) es agua.

## Demografía
Según la Oficina del Censo en 2000 los ingresos medios por hogar en la localidad eran de $35,625, y los ingresos medios por familia eran $40,938. Los hombres tenían unos ingresos medios de $30,625 frente a los $17,917 para las mujeres. La renta per cápita para la localidad era de $13,158. 